# Philogène Auguste Galilée Wytsman
Philogène Auguste Galilée Wytsman (Brussel, 1866 - Brussel, 1925) was een Belgisch ornitholoog en entomoloog.
Wytsman werd vooral bekend door zijn publicatie van 2 grote werken over vogels en insecten. De hoofdstukken werden
geschreven door de grote Europese ornithologen en entomologen van die tijd. Hij publiceerde de zesentwintig delen van Genera Avium van 1905 tot 1914, Wytsman schreef zelf het gedeelte over de Todies familie (Todidae) (een familie van vogels uit de orde Scharrelaarvogels). Zijn tweede grote werk Genera Insectorum werd over de periode van 1902 tot 1970 uitgegeven en heeft 219 delen.
- Bibsys: 90873766
- Biblioteca Nacional de España: XX1497015
- CiNii: DA15281810
- Gemeinsame Normdatei: 105536594X
- International Standard Name Identifier: 0000 0001 1049 0101
- Library of Congress Control Number: nb2007013624
- Nationale Bibliotheek van Tsjechië: mub20191037007
- Nederlandse Thesaurus van Auteursnamen: 162396953
- Réseau des bibliothèques de Suisse occidentale: 02-A003989174
- Système universitaire de documentation: 147694191
- Virtual International Authority File: 29059682
- WorldCat: E39PBJbRh7TJv8RJJHjTF6Pmh3